# Campeonato Sul-Americano de Futebol Sub-17 de 2007
O Campeonato Sul-Americano de Futebol Sub-17 de 2007 teve como país-sede o Equador e foi realizado entre os dias 4 e 25 de março. As sedes da competição foram as cidades de Ambato, Azogues, Cuenca, Ibarra, Latacunga, Quito e Riobamba. O torneio garantiu quatro vagas para a Copa do Mundo Sub-17.

## Primeira fase
As 10 seleções nacionais foram divididas em dois grupos de cinco times cada. Os três melhores classificaram-se para a fase final.

### Grupo A
| Pos. | Time    | Pts | J | V | E | D | GP | GC | SG |
| ---- | ------- | --- | - | - | - | - | -- | -- | -- |
| 1    | Peru    | 7   | 4 | 2 | 1 | 1 | 7  | 5  | +2 |
| 2    | Equador | 7   | 4 | 2 | 1 | 1 | 6  | 5  | +1 |
| 3    | Brasil  | 6   | 4 | 2 | 0 | 2 | 14 | 9  | +5 |
| 4    | Bolívia | 6   | 4 | 2 | 0 | 2 | 5  | 11 | -6 |
| 5    | Chile   | 3   | 4 | 1 | 0 | 3 | 3  | 5  | -2 |

| 4 de março | Equador | 0 – 1     | Bolívia         | Estádio Olímpico, Riobamba  |
| 14:00      |         | Relatório | Sabja 45' (pen) | Árbitro: ARG Gabriel Favale |

| 4 de março | Brasil      | 1 – 2     | Peru                     | Estádio Olímpico, Riobamba  |
| 16:10      | Lulinha 51' | Relatório | Manco 18' · La Torre 62' | Árbitro: URU Líber Prudente |

| 6 de março | Bolívia    | 1 – 4     | Peru                                                        | Estádio Olímpico, Riobamba |
| 14:00      | Saucedo 9' | Relatório | Manco 31' · La Torre 65' · Duarte 75' · Hernández 90' (pen) | Árbitro: VEN Denis Duque   |

| 6 de março | Equador     | 1 – 0     | Chile | Estádio Olímpico, Riobamba |
| 16:10      | Puetate 50' | Relatório |       | Árbitro: PAR Antonio Arias |

| 8 de março | Bolívia                   | 2 – 7     | Brasil                                                                                | Estádio Bellavista, Ambato  |
| 17:00      | Zabala 38' · Suárez 90+1' | Relatório | Fellipe Bastos 16' · Fabio 21' · Lulinha 29', 45', 65' (pen), 84' · Alex Teixeira 49' | Árbitro: ARG Gabriel Favale |

| 8 de março | Peru       | 1 – 3     | Chile                                | Estádio Bellavista, Ambato |
| 19:10      | Correa 80' | Relatório | Escalona 47' · Bustos 72', 88' (pen) | Árbitro: COL José Buitrago |

| 10 de março | Equador | 0 – 0     | Peru | Estádio Bellavista, Ambato  |
| 16:00       |         | Relatório |      | Árbitro: URU Líber Prudente |

| 10 de março | Brasil                         | 2 – 0     | Chile | Estádio Bellavista, Ambato |
| 18:10       | Rafael 9' · Fellipe Bastos 42' | Relatório |       | Árbitro: PAR Antonio Arias |

| 12 de março | Brasil                                            | 4 – 5     | Equador                                      | Estádio La Cocha, Latacunga |
| 14:00       | Lulinha 2', 53' · Alex Teixeira 88' · Fabio 90+2' | Relatório | Marín 3', 69' · Ochoa 35', 50' · Bolaños 74' | Árbitro: COL José Buitrago  |

| 12 de março | Chile | 0 – 1     | Bolívia    | Estádio La Cocha, Latacunga |
| 16:10       |       | Relatório | Suárez 16' | Árbitro: ARG Gabriel Favale |

### Grupo B
| Pos. | Time      | Pts | J | V | E | D | GP | GC | SG |
| ---- | --------- | --- | - | - | - | - | -- | -- | -- |
| 1    | Argentina | 8   | 4 | 2 | 2 | 0 | 7  | 2  | +5 |
| 2    | Colômbia  | 8   | 4 | 2 | 2 | 0 | 5  | 2  | +3 |
| 3    | Venezuela | 5   | 4 | 1 | 2 | 1 | 6  | 8  | -2 |
| 4    | Uruguai   | 4   | 4 | 1 | 1 | 2 | 7  | 6  | +1 |
| 5    | Paraguai  | 1   | 4 | 0 | 1 | 3 | 3  | 10 | -7 |

| 5 de março | Argentina                                             | 4 – 0     | Paraguai | Estádio Jorge Andrade, Azogues |
| 14:00      | Martínez 15' · Gaitán 24' · Salvio 47' · Quintana 89' | Relatório |          | Árbitro: ECU Alfredo Intriago  |

| 5 de março | Uruguai                                            | 4 – 1     | Venezuela           | Estádio Jorge Andrade, Azogues |
| 16:10      | Urretaviscaya 21' · Silva 39', 68' · Pastorini 73' | Relatório | Del Valle 90' (pen) | Árbitro: PER Georges Buckley   |

| 7 de março | Argentina | 0 – 0     | Colômbia | Estádio Alejandro Serrano Aguilar, Cuenca |
| 17:00      |           | Relatório |          | Árbitro: BRA Sálvio Spínola               |

| 7 de março | Uruguai                       | 2 – 2     | Paraguai                     | Estádio Alejandro Serrano Aguilar, Cuenca |
| 19:10      | Silva 58' · Urretaviscaya 63' | Relatório | Martínez 56' · Maldonado 80' | Árbitro: CHI Jorge Osório                 |

| 9 de março | Uruguai | 0 – 1     | Colômbia     | Estádio Alejandro Serrano Aguilar, Cuenca |
| 17:00      |         | Relatório | Nazarith 38' | Árbitro: ECU Alfredo Intriago             |

| 9 de março | Venezuela              | 2 – 1     | Paraguai   | Estádio Alejandro Serrano Aguilar, Cuenca |
| 19:10      | Mirabal 17' · Páez 22' | Relatório | Benítez 8' | Árbitro: BOL Óscar Maldonado              |

| 11 de março | Argentina  | 1 – 1     | Venezuela     | Estádio Jorge Andrade, Azogues |
| 14:00       | Mazzola 9' | Relatório | Del Valle 68' | Árbitro: CHI Jorge Osório      |

| 11 de março | Colômbia | 2 – 0     | Paraguai | Estádio Jorge Andrade, Azogues |
| 16:10       |          | Relatório |          | Árbitro: PER Georges Bucley    |

| 13 de março | Argentina | 2 – 1     | Uruguai | Estádio Alejandro Serrano Aguilar, Cuenca |
| 17:00       |           | Relatório |         | Árbitro: BRA Sálvio Spínola               |

| 13 de março | Colômbia | 2 – 2     | Venezuela | Estádio Alejandro Serrano Aguilar, Cuenca |
| 19:10       |          | Relatório |           | Árbitro: BOL Óscar Maldonado              |

## Fase final
A fase final foi jogada no sistema de pontos corridos, com os quatro melhores times classificando-se para a Copa do Mundo Sub-17.
| Pos. | Time      | Pts | J | V | E | D | GP | GC | SG  |
| ---- | --------- | --- | - | - | - | - | -- | -- | --- |
| 1    | Brasil    | 13  | 5 | 4 | 1 | 0 | 15 | 2  | +13 |
| 2    | Colômbia  | 10  | 5 | 3 | 1 | 1 | 11 | 3  | +8  |
| 3    | Argentina | 8   | 5 | 2 | 2 | 1 | 6  | 5  | +1  |
| 4    | Peru      | 5   | 5 | 1 | 2 | 2 | 5  | 11 | -6  |
| 5    | Venezuela | 4   | 5 | 1 | 1 | 3 | 3  | 12 | -9  |
| 6    | Equador   | 1   | 5 | 0 | 1 | 4 | 5  | 12 | -7  |

| 16 de março | Equador     | 1 – 2     | Colômbia                                  | Estádio Olímpico, Ibarra    |
| 11:30       | Bolaños 70' | Relatório | Cristian Nazarith 25' · Ricardo Serna 87' | Árbitro: BRA Sálvio Spínola |

| 16 de março |       |           |           |  |
| Argentina   | 0 : 2 | Brasil    | Ibarra    |  |
| Peru        | 2 : 1 | Venezuela | Ibarra    |  |
| 18 de março |       |           |           |  |
| Equador     | 0 : 1 | Venezuela | Ibarra    |  |
| Argentina   | 2 : 1 | Colômbia  | Ibarra    |  |
| Peru        | 0 : 4 | Brasil    | Ibarra    |  |
| 20 de março |       |           |           |  |
| Brasil      | 4 : 0 | Venezuela | Ibarra    |  |
| Argentina   | 2 : 0 | Equador   | Ibarra    |  |
| Peru        | 0 : 3 | Colômbia  | Ibarra    |  |
| 23 de Março |       |           |           |  |
| Colômbia    | 0 : 0 | Brasil    | Latacunga |  |
| Argentina   | 1 : 1 | Venezuela | Latacunga |  |
| Peru        | 2 : 2 | Equador   | Latacunga |  |
| 25 de março |       |           |           |  |
| Colômbia    | 5 : 0 | Venezuela | Quito     |  |
| Brasil      | 5 : 2 | Equador   | Quito     |  |
| Peru        | 1 : 1 | Argentina | Quito     |  |

## Artilharia
| 12 gols (1) - BRA Lulinha 7 gols (1) - BRA Fabio 6 gols (1) - COL Cristian Nazarith | 3 gols (4) - ARG Nicolás Mazzola - PER Christian La Torre - URU Santiago Silva - VEN Yonathan Del Valle 2 gols (13) - ARG Eduardo Salvio - BOL Diego Suárez - BRA Alex Teixeira | 2 gols (continuação) - BRA Fellipe Bastos - CHI Danilo Bustos - COL James Rodríguez - COL Ricardo Serna - ECU Miller Bolaños - ECU Ángel Marín - ECU Pablo Ochoa - PER Reimond Manco - URU Jonathan Urretaviscaya - VEN Gustavo Páez |

## Classificados
- Brasil
- Colômbia
- Argentina
- Peru